# Wirefly X PRIZE CUP
X Prize Cup är en tvådagars Air & Space Expo, som var resultatet av ett samarbete mellan X Prize Foundation och delstaten New Mexico som började 2004 när Ansari X-Prize hölls.  